# Anthocercideae
Anthocercideae tribus iz porodice krumpirovki (pomoćnica), dio je potporodice Nicotianoideae. Sastoji se od 7 rodova.

## Opis
Pleme Anthocercideae (Solanaceae) je australska endemska skupina koja se sastoji od 31 vrste u sedam rodova. Nedavni filogenetski radovi smjestili su Anthocercideae sestrinsku u Nicotiani. Analizirane su dvije regije DNK kloroplasta, ndhF i trnL/F, a filogenija je korištena za testiranje monofilije plemena, otkrivanje odnosa unutar plemena i izvođenje zaključaka o evoluciji karaktera i biogeografiji. Odnos između Nicotiana, Symonanthus i ostatka plemena Anthocercideae nije razjašnjen. Utvrđeno je da su Anthocercis, Anthotroche, Grammosolen i Symonanthus monofileti, dok Cyphanthera i Duboisia nisu (Crenidium je monotip). Pretpostavlja se da nekoliko znakova potječe iz Anthocercideae, uključujući jednolokularne prašnike s polukružnim prorezima, ebrakteolatne cvjetove i bobičaste plodove. Drevna kolonizacija dogodila se u jugozapadnoj Australiji nakon koje je uslijedilo nekoliko radijacijskih događaja prema istoku.

## Rodovi
1. Symonanthus Haegi (2 spp.)
2. Anthocercis Labill. (10 spp.)
3. Duboisia R. Br. (4 spp.)
4. Cyphanthera Miers (8 spp.)
5. Crenidium Haegi (1 sp.)
6. Anthotroche Endl. (3 spp.)
7. Grammosolen Haegi (4 spp.)